# Krausisme
El krausisme és un corrent de pensament, lligat a la filosofia del pensador postkantià alemany Karl Christian Friedrich Krause (1781-1832), desenvolupat al llarg del segle xix, que tingué la seva màxima expressió pràctica a Espanya, gràcies a Julián Sanz del Río i Francisco Giner de los Ríos.
Als Països Catalans, arribà a influir en Francesc Pi i Margall, Miquel Costa i Llobera, Manuel Sales i Ferré i Juli Magraner i Marinas, entre d'altres. El krausisme, marginal a la major part d'Europa, representà a Espanya un intent de renovació intel·lectual i d'acostament a Europa, especialment pel que fa a l'ètica i a la pedagogia (sobretot amb la fundació de la Institución Libre de Enseñanza, per part de Giner de los Ríos).

## Orígens i principis
Al voltant de l'any 1840 un grup de juristes espanyols i entre ells Sanz del Río busquen una doctrina política que dintre del liberalisme iniciï el procés regenerador que necessita el país i contingui en si un element espiritual que no es troba en la formulació doctrinal del liberalisme llavors en voga.
Ho van trobar quan Ruperto Navarro Zamorano, membre del grup d'amics de Sanz del Rio, va traduir en 1841 el Curs de Dret Natural, o Filosofia del Dret de Heinrich Ahrens publicat a París en 1837, on exposa que el fonament del Dret consisteix en la «condicionalitat»: «el conjunt de les condicions exteriors que depèn la destinació racional de l'home i la humanitat que ha de desenvolupar-se sistemàticament com un ordre universal de pietat, abnegació i altruisme.»
Aquesta filosofia es resumeix en la fórmula del racionalisme harmònic o panenteisme i en l'obra de Krause Ideal d'humanitat per a la vida (1811). Les implicacions pedagògiques de la filosofia krausista obliguen a posar en contacte directe l'alumne amb la naturalesa i amb qualsevol objecte de coneixement (d'aquí la importància de les classes experimentals i de les excursions), així com a establir una gradualitat des dels gèrmens de cada disciplina de coneixement fins a la summa complicació i interconnexió dels nivells superiors.
Per altra banda, és fonamental en el krausisme la laïcitat i la creença adogmàtica en un déu aliè a reglamentacions de cap tipus.
Els krausistes ocuparen nombroses càtedres entre el 1850 i el 1875, any que en foren foragitats per la Restauració. Si bé Krause va tenir fidels seguidors a Bèlgica i als Països Baixos, fou a Espanya on es va aplicar i va exercir un influx durador i fecund en la vida artística i intel·lectual entre 1868 i 1936, data que la Guerra Civil espanyola va dispersar els seus membres més destacats fonamentalment a Amèrica Llatina.